# Просянка (птах)
Прося́нка (Emberiza calandra) — вид птахів родини вівсянкових. Більшість систематиків відносять до роду Вівсянка (Emberiza), проте деякі виділяють в окремий монотиповий рід Miliaria. В Україні осілий, кочовий, перелітний птах.

## Опис

### Зовнішні вигляд
Дещо більша за горобця — маса тіла 38-55 г, довжина тіла близько 18 см. У дорослого птаха верх сірувато-бурий, з темною строкатістю; горло біле; низ білуватий, з кремовим відтінком та густими темно-бурими рисками на волі і негустими на боках тулуба; махові і стернові пера темно-бурі, зі світлою облямівкою; дзьоб бурий; ноги світло-бурі. Молодий птах подібний до дорослого, але оперення з вохристим відтінком. Від інших вівсянок відрізняється більшими розмірами, масивнішим дзьобом і відсутністю яскравих кольорів в оперенні.

### Звуки
Пісня коротка, скрипуча, тріскотлива; поклик — енергійне «тік» або тихе «тчрют».

## Поширення та місця існування
Просянка поширена в Північній Африці, Європі, Близькому Сході, Середній Азії. В Україні гніздиться на всій території, крім гір; зимує на значній частині лісостепової та степової смуг.
Це характерний представник культурного ландшафту. Населяє відкриті біотопи: сухі та сирі луки, посіви багаторічних трав, городи, придорожні і полезахисні лісосмуги, степи, передгір'я, пустощі тощо.

## Чисельність
Досить звичайний птах. Чисельність в Європі оцінена в 7,9—22 млн пар, в Україні — 30—50 тис. пар. Розмір популяції протягом останніх десятиліть скорочується.

## Розмноження

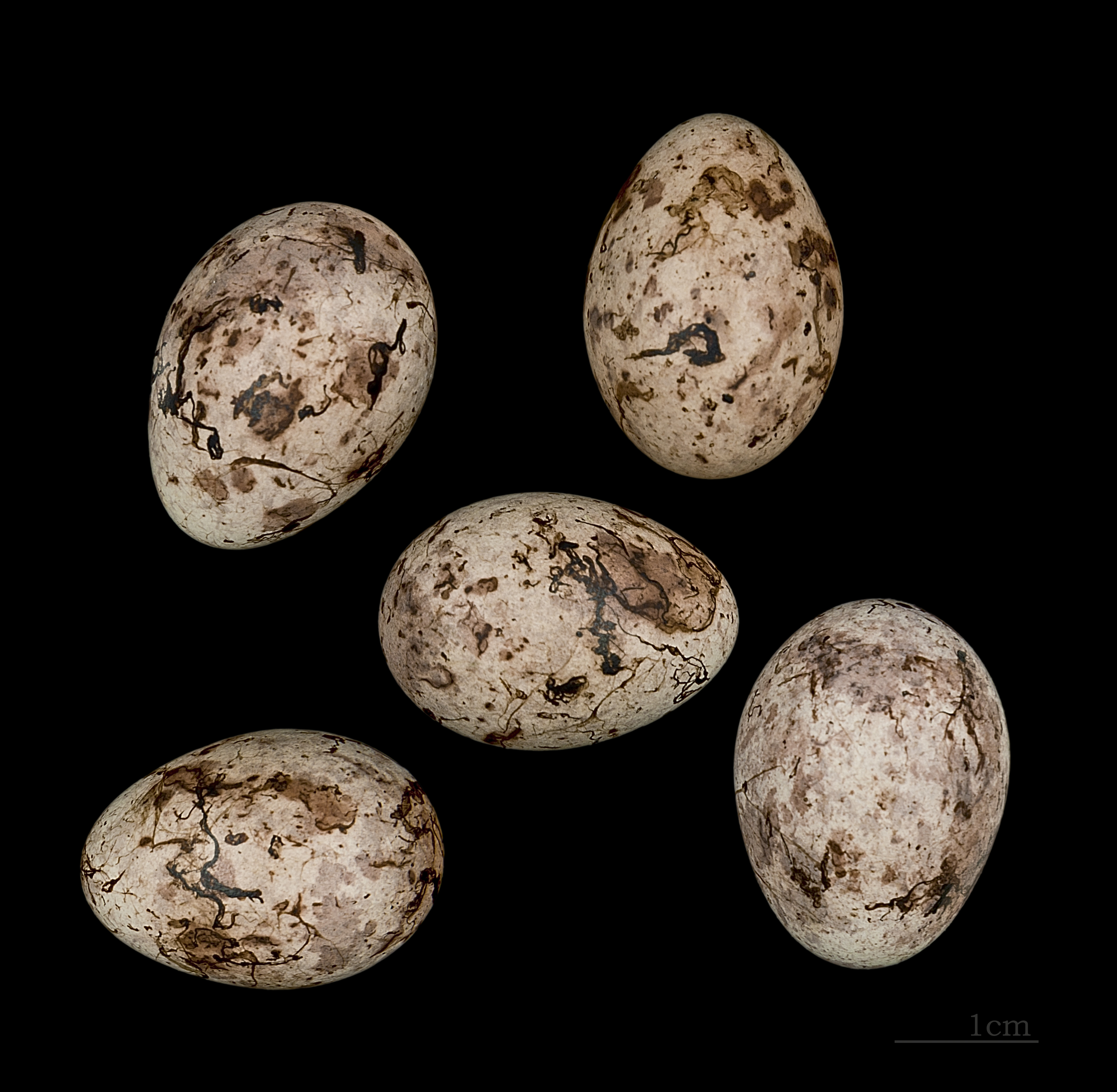
Яйця

Статева зрілість настає у віці менше одного року. Гніздяться окремими парами. У місцях із високою чисельністю відмічені випадки гніздування на невеликій відстані (не більше 3 м). Гніздо розміщує майже завжди на землі, на невеликих кочках, іноді — при основі кущика, ретельно маскується у куртинах трави або торішнього бур'яну. Гніздо побудоване доволі просто та нагадує споруду звичайної вівсянки, але значно більше, складається з більш пухкого і грубого зовнішнього шару (найчастіше сухі стебла злаків) і порівняно щільного внутрішнього, складеного з тонких стебел та дрібних корінців. В окремих гніздах у лотку може бути присутній кінський волос.
У повній кладці частіше за все 5, рідше 4 або 6 яєць з гладкою, майже без полиску шкаралупою. Вони крупніші за яйця інших вівсянок. Забарвлення їх основного фону може бути білуватим, блакитнувато- або рожево-білим, рожево-жовтим, вохристим. Поверхневі плями та завитки різних розмірів і забарвлені в коричневі і чорно-бурі відтінки, а глибокі плями — в сірі, червонувато- і фіолетово-сірі. Особливо густий рисунок, нерідко у вигляді розмитого віночка, формується на тупому кінці яйця. Середні розміри яєць 24,19×17,75 мм.
Свіжі кладки зустрічаються з середини травня до кінця червня. Протягом року буває два виводки. Насиджує протягом 12-13 діб самка, час від часу залишаючи гніздо, оскільки самець не бере участь в насиджуванні.

## Живлення
Живиться насінням трав'янистих рослин (хрестоцвітих, гречкових, злаків). Не дивлячись на назву, насіння проса практично не вживає. Пташенят вигодовує комахами та їх личинками, павуками та зрідка дрібними наземними молюсками.